# Циглер фон Шафгаузен, Карл Карлович
Карл-Фридрих Карлович Циглер фон Шафгаузен (нем. Karl Friedrich Ziegler von Schaffhausen; 1826 — 1906) — русский архитектор швейцарского происхождения, творивший в стилях эклектики и раннего модерна, академик Императорской Академии художеств, действительный статский советник.

## Биография
Карл-Фридрих Карлович Циглер фон Шафгаузен появился на свет в семье вольного художника-архитектора Карла Августа Циглера фон Шафгаузена, потомственного швейцарского дворянина по происхождению. В начале 20-х гг. XIX столетия Карл Август Циглер вместе с семьей при покровительстве Александра I переселился в Россию, утратил своё придаточное «фон Шафгаузен» и был вынужден пользоваться сокращенной фамилией «Циглер». Он по окончании курсов, которые прошел вольнослушателем при Академии Художеств, остался при ней же работать.
Карл-Фридрих Карлович Циглер пошел по стопам своего отца и направился учиться во Всероссийскую Академию Художеств, числился там вольноприходящим учеником. На курсе «архитектуры» им были прослушаны следующие дисциплины: специальные — история изящных искусств, история древнего русского искусства, строительное искусство, строительное законоведение, начертательная геометрия, теория теней, перспектива, архитектура и ордера, технология строительных материалов, аналитическая геометрия, механика, и общие — священная и церковная история, русская история, всеобщая история, словесность, арифметика, алгебра, геометрия, тригонометрия, физика, химия, французский язык. В 1848 году он получил звание свободного художника, а в 1855 г. достиг звания академика архитектуры. Впоследствии юный академик стал придворным архитектором Великого князя Михаила Николаевича и участвовал в строительстве личного дворца Его Превосходительства.
В 1866 г. К. К. Циглер был прикомандирован к техническому строительному комитету Министерства Внутренних Дел, а в 1867 г. он был назначен членом Костромского Губернского попечительства. С 1872 г. пребывал в чине коллежского советника со старшинством. Получил орден св. Станислава 2-й степени в 1872 и орден св. Анны также 2-й степени в 1879 г. С 1878 по 1879 Карл Циглер исполнял обязанности сверхштатного техника Техническо-строительного комитета по МВД и архитектора оценщика Санкт-Петербургского городского Кредитного общества.
В 1893 г. приказом Александра III Карлу Карловичу Циглеру уже находившемуся в чине Статского советника было позволено вместе с потомством именоваться прежней родовой фамилией «Циглер фон Шафгаузен»:
```
«Действительный статский советник К. К. Циглер обратился в Правительствующий Сенат (по Департаменту Герольдии) с ходатайством о восстановлении родовой его фамилии „Циглер фон Шафгаузен“. При этом проситель объяснил, что отец его, Карл Август, сын Лаврентия Циглера фон Шафгаузен, происходил из древнего швейцарской дворянской фамилии Циглер фон Шафгаузен, но переселяясь в Россию в царствование императора Александра I, утратил придаточное наименование „фон Шафгаузен“, почему и он, проситель, именовался до сего времени одною сокращенной фамилией „Циглер“. Правительствующий Сенат, усмотрев из представленных просителем документов что Лаврентий Циглер действительно происходил из древнего швейцарского дворянского рода Циглер фон Шафгаузен и под сею фамилией показан в свидетельстве о рождении, что от него происходит сын Карл Август, а от сего последнего сын Карл Фридрих, настоящий проситель, Действительный Статский советник, который 14 января 1891 года был утвержден с семейством в потомственном дворянстве, 4 марта сего года определил: на дозволение Действительному Статскому Советнику Карлу Карловичу Циглеру с потомством его именоваться впредь родовою фамилией Циглер фон Шафгаузен испросить установленным порядком высочайшего соизволения. Признавая изложенное определение Департамента Герольдии Правительствующего Сената правильным, приемлю долг все подданейше испрашивать Высочайшее Вашего Императорского Величества разрешение на дозволение Действительному Статскому Советнику К. К. Циглеру с потомством его, именоваться впредь родовою фамилией Циглер фон Шафгаузен. Подписал управляющий министерством Юстиции, Товарищ Министра, Горемыкин»
[
2
]
[
6
]
```

## Работы К. К. Циглера фон Шафгаузена
1. Церковь св. Захария и Елизаветы л.-гв. Кавалергардского полка. Захарьевская ул., 22. Перестройка. 1856—1858. (Перестроена. Не сохранилась).
2. Дом при евангелическо-лютеранской Эстонской церкви св. Иоанна. Ул. Декабристов, 54. 1859—1860.
3. Доходный дом. Полтавская ул., 14. 1860. (Надстроен).
4. Доходный дом. Суворовский пр., 13 — 5-я Советская ул., 24.1861-1873.
5. Доходный дом. Клинский пр., 13 — Подольская ул., 21. 1862.(Надстроен).
6. Доходный дом. Пр. Чернышевского, 17 — Фурштатская ул., 27 -ул. Салтыкова-Щедрина, 26. 1864. (Включен в существующее здание).
7. Здание лечебницы А. К. Гейкинга. 10-я Красноармейская ул., 16-Лермонтовский пр., 50, левая часть. 1867.
8. Доходный дом А. И. Касаткина. Ул. Правды, 4. 1869—1870.
9. Доходный дом. Невский пр., 130. 1874—1875.
10. Доходный дом. Московский пр., 5. 1875.
11. Доходный дом. 14-я линия, 31-33, средняя часть. Надстройка. 1875. 1895
12. Доходный дом. Ул. Достоевского, 19. Перестройка и расширение. 1879,1890-е.
13. Производственные здания Российской бумагопрядильной мануфактуры. Наб. Обводного канала, 223—225. 1887—1890, 1894—1898.
14. Доходный дом. Шпалерная ул., 7. Перестройка. 1889
15. Доходный дом. Б. Подьяческая ул., 3. Перестройка. 1892.
16. Доходный дом. Ул. Академика Лебедева, 21. 1898[7].

Также архитектор принимал безвозмездное участие в строительстве Эстонской церкви св. Иоанна на ул. Декабристов .

## Церковь святого апостола Иоанна (эстонская лютеранская церковь)
Эстонская церковь Святого Иоанна (статья)
28 июля 1842 года после образования прихода было учреждено название для будущей церкви — церковь святого апостола Иоанна (на эстонский манер Яана). Строительство начали 24 июня 1859 г. в день апостола Иоанна. 27 ноября 1860 года строительство было завершено. Что касается самого проекта, то, согласно основной версии историков, разработан он был Гаральдом Юлиусом Боссе (1812—1894), приходского дома при нем — Карл-Фридрих Карлович Циглер фон Шафгаузен (1826—1906). Но последние исследования продемонстрировали, что К. К. Циглер фон Шафгаузен также является автором проекта церкви. Он участвовал в нем на безвозмездной основе. Относительно структуры храма следует отметить, что он является однонефной базиликой, ось которой располагается с севера на юг. В храме предполагалось разместить порядка 800 прихожан на сидячих местах. Приход не ограничился строительством церкви, и со временем вокруг храма появился целый комплекс самых разнообразных зданий — тут находились дом обслуживания, здание школы, сиротский приют и доходный дом. Основным занятием прихода являлась активная благотворительность.

## Доходный домна Невском 130
Дом на Невском 130 является одной из самых примечательных работ Карла Карловича Циглера фон Шафгаузена, классическим воплощением стиля эклектики. Построенный в 1874—1875 гг. он представляет собою четырехэтажный дом с флигелем во дворе, внешний вид которого вполне соответствует стилю неоклассицизма. Архитектор прибегнул к приему выделения середины фасада мощным трехцветным эркером и парами балконов на втором и четвертом этажах, симметрично расположенных относительно эркера. Четвертый этаж был украшен лепкой, а над карнизом, опорой которым служат модульоны, была устроена симметричная фронтшпица.
Изначальное предназначение строения — доходный дом. С момента оснащения дома отопительными системами и водопроводом, завершения отделочных работ целые его этажи заменялись купцами, среди которых был И. М. Гордеев, В. А. Романов, П. К. и К. К. Дмитриев.
Первые этажи сдавались под магазины, лавки. Например, Ф. Б. Бак содержал в доме торговлю осветительными материалами, Ф. И. Михайлов занимался продажей посуды, Ф. И. Пелевен — бакалеей, Ф. Д. Чернов — мясной торговлей, Ф.Е,Солуянов — дамским готовым платьем. Ко всему прочему, там же содержались мастерские — переплетная М. А. Чеховского, дамских шляп А. Е. Синицыной. За время существования дома его обитателями были преимущественно служащие железной дороги, сотрудники государственного банка и работники судебной системы.
 .